# Шуралуд (Дебьоський район)
Шуралу́д (рос. Шуралуд) — присілок в Дебьоському районі Удмуртії, Росія.

## Населення
Населення — 13 осіб (2010; 21 в 2002).
Національний склад станом на 2002 рік:
- росіяни — 57 %
- удмурти — 43 %

## Урбаноніми[3]
- вулиці — Джерельна